# Anglian Tower
Anglian Tower je dolní část raně středověké věže přiléhající k hradbám města York v anglickém hrabství Severní Yorkshire. Nachází se na jihozápadní (vnitřní) straně městských hradeb, v areálu Yorské městské knihovny, a je přístupná veřejnosti. Lze se k ní dostat pěšky jak z knihovny, tak ze zahrady Museum Gardens. Věž je od 14. června 1954 chráněnou památkou.

## Objev
Věž byla poprvé objevena dělníky, kteří v roce 1839 pracovali na tunelu ze St Leonard's Place do Mint Yard.
V roce 1934 byla objevena znovu. Vykopávky, i když v malém měřítku, proběhly v roce 1969; zeď sahá přes tři metry nad úroveň ulice a zabírá pouze prostor mezi středověkou městskou hradbou a stájí, na ploše 7,6 m krát 4,6 m. Pravděpodobně stojí na místě, které se nachází mezi dvěma předpokládanými římskými věžemi na jihozápadní straně římské pevnosti. Užívaný název Anglian Tower je tedy zavádějící.

## Funkce
Věž patří k nejzajímavějším historickým lokalitám země. Byla jedinou známou dosud stojící anglosaskou stavbou v Anglii, která neplnila církevní účel. Druhá taková ve Velké Británii ani v Evropě údajně neexistuje. Funkce věže je ale nejistá. Pokud jde o přízemí, dva vchody dole byly navrženy tak, aby hlídka mohla projít za zbytek zdi římské pevnosti, a neexistují žádné důkazy, které by naznačovaly, že místnost ve věži má jinou funkci než umožnit volný přístup k hradbám. Forma a funkce horní části věže rovněž zůstávají záhadou. Možná sloužila jako strážní věž, stanoviště pro lukostřelce nebo dělostřelectvo, ale nenašel se pro to žádný důkaz.
Její pozice naznačuje, že věží původně bylo víc.

Plánek York Museum Gardens

## Popis stavu památky
Jedná se o malou čtvercovou věž z hrubě opracovaného oolitického vápence, s cihlovým obloukem nad vchodem a valenou klenbou uvnitř. Zachovalé zdivo dosahuje výšky více než tři metry a přiléhá k pozdějším středověkým městským hradbám.

### Původ a další osudy
Informační deska na věži uvádí, že budova je přízemím věže zabudované do opevnění římské pevnosti ze 4. století a pravděpodobně pochází z doby vlády krále Edwina (616–632 našeho letopočtu). Staré římské hradby byly v Yorku udržovány až do 9. století, dánské invazi ale nezabránily.
Věž sloužila přibližně 200 let. Po vikinské invazi do Yorku v roce 866 se dostala pod nově vybudovanou dánskou hradbu a zůstala v ní ukryta tisíc let, až do roku 1839.

### Pamětní deska na věži
Druhá deska na věži připomíná, že dne 22. července roku 1970 zde při provádění vykopávek při nehodě zemřel archeolog Jeffrey Radley.